# 국가해군청

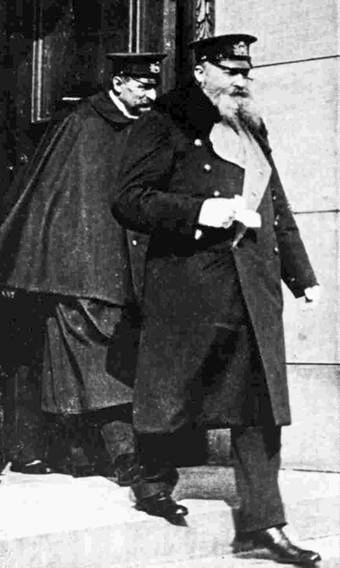
알프레트 폰 티르피츠 제독은 자신의 야심찬 해군 확장정책을 이루기 위한 수단으로 해군청을 이용했다.

국가해군청(國家海軍廳, 독일어: Reichsmarineamt)은 독일 제국의 정부 부처이다. 1889년 4월 독일 제국제독부가 폐지되면서 제독부가 맡고 있던 업무들이 새로운 세 부서(제국해군 최고사령부, 국가해군청, 제국해군내각)로 나누어 이관되었다. 국가해군청차관은 제국수상에게 직접 보고할 수 있는 각료였다.
1897년 이후 해군청은 알프레트 폰 티르피츠 대제독의 대양함대 계획을 수행하는 권력 기반이 되었다.
국가해군청은 독일 제국해군의 정부부처 역할을 했다. 1871년 독일 제국 헌법에 따르면 육상 병력은 제국의 각 구성국에게, 해군은 제국에게 그 책임여부가 주어졌다. 때문에 프로이센, 바이에른, 작센, 뷔르템베르크 등의 육군이 각기 존재했던 반면 제국해군은 하나만 존재했다.

## 역대 차관
1. 카를 에두아르트 헤우스너: 1889년 ~ 1890년
2. 프리드리히 폰 홀만: 1890년 ~ 1897년
3. 알프레트 폰 티르피츠: 1897년 ~ 1916년
4. 에두아르트 폰 카펠레 마르히: 1916년 ~ 1918년 10월
5. 파울 베흔케: 1918년 10월
6. 에른스트 카를 아우구스트 클레멘스 폰 만: 1918년 10월 ~ 1918년 12월
7. 막시밀리안 로게: 1918년 12월 ~ 1919년 2월